# Gråvivel
Gråvivel (Brachyderes incanus) är en skalbaggsart som först beskrevs av Carl von Linné 1758.  Gråvivel ingår i släktet Brachyderes, och familjen vivlar. Arten är reproducerande i Sverige.